# Kabinett Ferry I

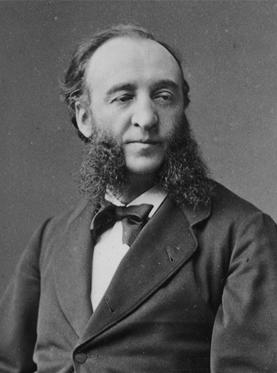
Jules Ferry

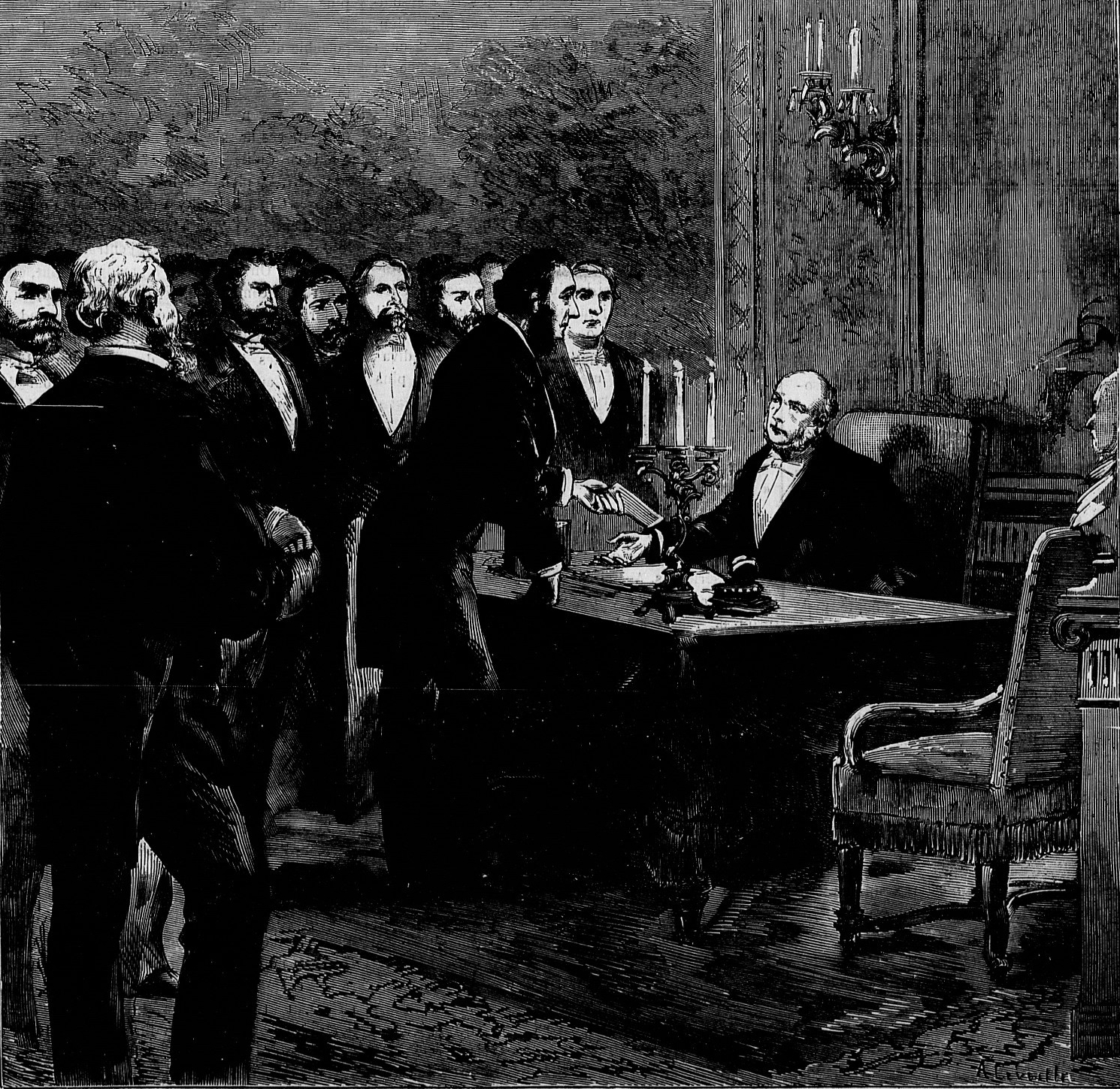
Das Kabinett Ferry im Büro von Präsident Jules Grévy, während der Krise November 1880.

Das erste Kabinett Ferry wurde während der Dritten Französischen Republik am 23. September 1880 von Premierminister Jules Ferry gebildet und befand sich bis zum 10. November 1881 413 Tage lang im Amt. Es löste das Kabinett Freycinet I ab; Nachfolger war das Kabinett Gambetta.
Dem Kabinett gehörten Vertreter der Gauche républicaine (GR) und der Union républicaine (UR) an.

## Kabinett

### Minister
Dem Kabinett gehörten folgende Minister an:
| Amt                                                    | Name                           | Griuppe | Beginn der Amtszeit | Ende der Amtszeit |
| ------------------------------------------------------ | ------------------------------ | ------- | ------------------- | ----------------- |
| Premierminister                                        | Jules Ferry                    | GR      | 23. September 1880  | 10. November 1881 |
| Außenminister                                          | Jules Barthélemy-Saint-Hilaire | GR      | 23. September 1880  | 10. November 1881 |
| Kriegsminister                                         | Jean Joseph Farre              | GR      | 23. September 1880  | 10. November 1881 |
| Minister für öffentlichen Unterricht und schöne Künste | Jules Ferry                    | GR      | 23. September 1880  | 10. November 1881 |
| Finanzminister                                         | Pierre Magnin                  | GR      | 23. September 1880  | 10. November 1881 |
| Minister für öffentliche Arbeiten                      | Marie François Sadi Carnot     | GR      | 23. September 1880  | 10. November 1881 |
| Minister für Marine und Kolonien                       | Georges Cloué                  |         | 23. September 1880  | 10. November 1881 |
| Siegelbewahrer, Justizminister                         | Théodore-Jules Cazot           | GR      | 23. September 1880  | 10. November 1881 |
| Innenminister und Religionsminister                    | Ernest Constans                | GR      | 23. September 1880  | 10. November 1881 |
| Minister für Landwirtschaft und Handel                 | Pierre Tirard                  | UR      | 23. September 1880  | 10. November 1881 |
| Minister für Post und Telegrafie                       | Adolphe Cochery                | GR      | 23. September 1880  | 10. November 1881 |

### Unterstaatssekretäre
Dem Kabinett gehörten folgende Sous-secrétaires d'État an:
| Amt                                                                           | Name                       | Gruppe | Beginn der Amtszeit | Ende der Amtszeit |
| ----------------------------------------------------------------------------- | -------------------------- | ------ | ------------------- | ----------------- |
| Premierminister und Ministerium für öffentlichen Unterricht und schöne Künste | Edmond Turquet             | GR     | 23. September 1880  | 10. November 1881 |
| Ministerium für öffentliche Arbeiten                                          | David Raynal               | GR     | 28. September 1880  | 10. November 1881 |
| Justizministerium                                                             | Félix Martin-Feuillée      | UR     | 23. September 1880  | 10. November 1881 |
| Finanzministerium                                                             | Daniel Wilson              | GR     | 23. September 1880  | 10. November 1881 |
| Ministerium für Landwirtschaft und Handel                                     | Cyprien Girerd             | GR     | 23. September 1880  | 10. November 1881 |
| Innen- und Religionsministerium                                               | Armand Fallières           | GR     | 23. September 1880  | 10. November 1881 |
| Außenministerium                                                              | Horace de Choiseul-Praslin | GR     | 28. September 1880  | 10. November 1881 |

## Historische Einordnung

### Bildungspolitik
Jules Ferry setzte seine Bildungsreform damit fort, dass er
- öffentliche Handelsschulen (écoles manuelles publiques) gründete;[4]
- Mädchenschulen- und Gymnasien einrichtete (Loi Camille Sée)[5];
- die kostenlose Grundschule verpflichtend machte (Gesetz vom 16. Juni 1881);[6] und
- die École maternelle stärkte.[7][A 1]

### Kolonialpolitik

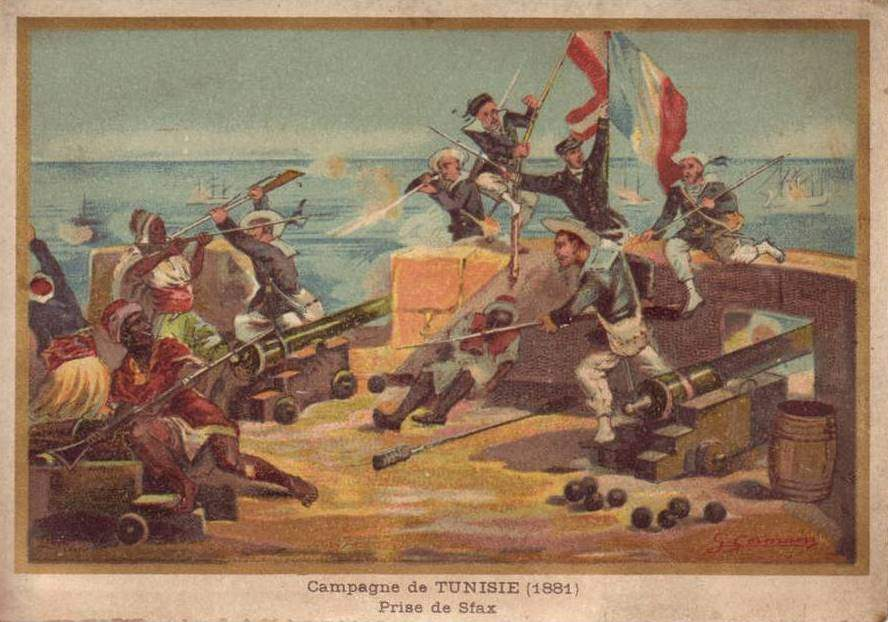
Einnahme von Sfax 1881

Im April 1881 ließ sich die Regierung von der Abgeordnetenkammer einen Kredit über 5,7 Millionen Francs gewähren, um damit ein Expeditionskorps von 25.000 Mann nach Tunesien zu entsenden. Offizieller Anlass war ein Einfall der Kroumirs. Tatsächlich besetzten ab 24. April 1881 30.000 Soldaten die Kroumirie. Mit dem Vertrag von Bardo vom 12. Mai 1881 begann die französische Kolonialherrschaft über Tunesien. Am 18. Juni löste eine Intervention vor Sfax einen Aufstand aus, der mit einer 50.000 Mann starken Truppe niedergeschlagen wurde. Im Oktober 1881 besetzten französische Truppen Tunis und Kairouan.
Am 25. Mai 1881 wurde der Code de l’indigénat in Indochina eingeführt. Das Gesetz vom 28. Juni 1881 verschärfte dieses Regelwerk und unterwarf die muslimische Bevölkerung Algeriens weitergehenden Restriktionen. Am 5. Juli begann das französische Protektorat über Fouta Djallon.

### Sonstiges und Wahlen
Am 7. Mai 1881 wurde ein neuer Zolltarif erlassen, der Rohstoffe von Zöllen befreite. Am 30. Juni wurde das Gesetz über die Versammlungsfreiheit (Liberté de réunion) beschlossen. Das Gesetz vom 29. Juli 1881 liberalisierte das Pressewesen in Frankreich.
Die Wahlen zur Abgeordnetenkammer im August und September 1881 brachten den von Léon Gambetta geführten Republikanern mit 411 von 547 Sitzen eine überwältigende Mehrheit ein.